# 鈴木一郎 (紙芝居原作者)
鈴木 一郎（すずき いちろう、本名：鈴木平太郎）は、日本の紙芝居原作者。

## 経歴
和菓子屋の職人をしながら、紙芝居の『黄金バット』の原作となる『黒バット』を制作、のちに『黄金バット』を制作した。